# 아이리버 바닐라
아이리버 바닐라(iriver Vanilla)는 아이리버가 2011년 9월 20일에 LG유플러스를 통해 출시한 아이리버의 첫 스마트폰이다. 청소년(중·고등학생)을 주 대상으로 하여 출시된 보급형 스마트폰으로서, 티아라를 광고 모델로 내세웠으며, 'EBS TV', '능률교육 보카 트레이너' 등 중·고교 수험생에 특화된 교육 콘텐츠를 기본 탑재했다. 운영 체제는 구글의 안드로이드 최신 버전이 아닌 구 버전 프로요(2.2)이다. 대한민국에서는 LG유플러스 전용 모델이다.